# Prva ruska nogometna liga
Perva ruska nogometna liga (ruski: Первый дивизион ПФЛ) predstavlja drugi rang nogomet u ruskom profesionalnom nogometu.
Natjecanja organizira Profesionalna nogometna liga.
Liga se sastoji od 18 klubova.
Krajem sezone, prva dva kluba idu u višu ligu, Premijer ligu.
Klubovi, koji su na ljestvici okončali na zadnjih tri mjesta, ispadaju u ligu imena Vtoroi divizion PFL.

## Vanjske poveznice
- Službene stranice PFL-a  Arhivirana inačica izvorne stranice od 17. srpnja 2007. (Wayback Machine)
- Stranice o pervom divizionu